# Ирвин Гудмен
Ирвин Гудмен (фин. Irwin Goodman, в финском языке произносится как Ирвин Гудман; настоящее имя Антти Юрьё Хаммарберг, фин. Antti Yrjö Hammarberg; 14 сентября 1943, Хямеэнлинна — 14 января 1991, Хамина) — популярный финский рок- и фолк-исполнитель.
Его музыкальный стиль варьировался от полуакустического фолка до исполняемого с применением электрогитары рока. В некоторых песнях сочетались черты немецких шлягеров (schlager) и финских эстрадных песен (iskelmä). Ирвин сам писал музыку, что было нетипично для финской сцены 1960-1970-х годов (в те годы музыканты в основном играли каверы на мировые музыкальные хиты). Ирвин является автором более чем 200 песен. Тексты для них писал его друг детства Векси Салми.

## Биография
Музыкальная карьера Ирвина Гудмена началась в середине 1960-х годов, когда финская сцена переживала фолк-бум, возникший под влиянием творчества Боба Дилана. Ироничные протестные песни Гудмена стали классикой финской популярной музыки, а некоторые бары до сих пор проводят среди своих посетителей конкурсы «спой, как Ирвин». Самыми известными песнями исполнителя стали «En kerro kuinka jouduin naimisiin» (1965), «Työmiehen lauantai» (1965), «Ei tippa tapa» (1966), «Poing poing poing» (1971), «Haistakaa paska koko valtiovalta» (1976), «Tyttö tuli» (1978) и «Rentun ruusu» (1988). В песнях затрагиваются такие темы, как алкоголизм, проблемы с деньгами, протест против властей.
Ирвин два раза подряд (в 1970 и 1971 годах) выигрывал ежегодный телевизионный песенный конкурс Syksyn Sävel («Осенний мотив»), проводившийся в Финляндии в 1968—2001 годах. Свой статус народного исполнителя Гудмен заработал, за четверть века объездив всю Финляндию и давая иногда по шесть концертов в неделю. Он пел на танцплощадках, в ресторанах, торговых центрах — везде, где люди были готовы его слушать.
Однако творческий путь Гудмена был неровным, и взлеты сменялись падениями. Он постоянно конфликтовал с налоговыми службами, всё больше пил, а за его выходками с неослабевающим интересом следила вся жёлтая пресса страны.
В 1980-х годах песни для репертуара Гудмена стал сочинять другой финский композитор — Кассу Халонен. Они были гораздо более мрачными по сравнению с творчеством Ирвина 1960-х и 1970-х годов. В это же время его популярность переживала спад. Однако в момент смерти в 1991 году он находился на очередном пике популярности благодаря успеху записанной в 1988 году песни «Rentun ruusu».
Умер Ирвин Гудмен в январе 1991 года на пути из Выборга в Хамину. Причиной смерти стал инфаркт миокарда.
В 2001 году вышел байопик Гудмена «Роза мошенника» (фин. Rentun ruusu), снятый режиссёром Тимо Койвусало. Сценарий к фильму написал Векси Салми, друг детства Ирвина Гудмена и автор текстов большинства его песен. В Финляндии эта картина стала самым популярным фильмом 2001 года.

## Дискография

### Альбомы
- Irwinismi (1966)
- Ei tippa tapa (1966)
- Osta minut (1967)
- Reteesti vaan (1968)
- Irwin Goodman (1969)
- Työmiehen lauantai (1970)
- St. Pauli ja Reeperbahn (1970)
- Lonkalta (1971, feat. Эса Пакаринен)
- Poing, poing, poing (1971)
- Kohta taas on joulu (1972)
- Las Palmas (1972)
- Si Si Si (1973)
- Häirikkö (1976)
- Kolmastoista kerta (1977)
- Cha Cha Cha (1977)
- Inkkareita ja länkkäreitä (1977)
- Tyttö tuli (1978)
- Kulkurin kulta (1979, feat. певица Ханне)
- Keisari Irwin I (1979)
- Härmäläinen perusjuntti (1984)
- Dirly dirly dee (1985)
- Rentun Ruusu (1988)
- Vuosikerta −89 (1989)
- Hurraa — Me teemme laivoja (1990)
- Ai ai ai kun nuori ois (1990)

### Сборники
- Viisi vuotta, vaan ei suotta 1965—1970 (1970)
- Kolme vuotta ihan suotta 1962—1965 (1971)
- Harvat ja valitut (1973)
- Irwin Goodman Story (1977)
- Parhaat päältä (1978)
- Irwin niin kuin haluat (1978)
- Unohtumattomat (1979)
- Reteesti (1983)
- 28 reteintä (1987)
- Rentun rallit (1988)
- 16 reteintä (1988)
- Irwinin parhaat (1989)
- Viimeiset laulut (1991)
- Laulajan testamentti (1991)
- Toivotut (1992)
- Irwin 50 vuotta Remix (1993)
- Irwin 1943—1991 (1994)
- 20 suosikkia — Ryysyranta (1995)
- 20 suosikkia — Vain elämää (1996)
- 20 suosikkia — Rentun ruusu (1997)
- 20 suosikkia — Laulajan testamentti (1998)
- 20 suosikkia — Salainen agentti (1999)
- Rentun Ruusut (2000)
- Erikoiset (2001)
- Kellarissa, lavalla ja studiossa (2003)
- Nostalgia (2005)
- Tähtisarja — 30 suosikkia (2006)